# تسنم الرأس
تسنّم الرأس (بالإنجليزية: Oxycephaly)‏ ويُعرف كذلك بالأسماء التالية: turricephaly  ، acrocephaly  ، hypsicephaly  ، oxycephalia  ، steeple head  ، tower head  ، tower skull ، high-head syndrome و Turmschädel. وينبغي التفريق بين تسنّم الرأس و بين متلازمة كروزون.
هو أحد أنواع الاضطراب الرَأسِيّ (Cephalic disorder)، حيث يكون الجزء العلوي من الجمجمة مخروطي الشكل أو مدبّب بسبب الإغلاق المبكر للدرز الإكليلي بالإضافة إلى أي درز آخر مثل الدرز اللامي، أو يمكن أن تُستخدم لوصف الالتحام المبكّر لكل الدرز الأخرى.
إن تسنم الرأس هو أشد أنواع تعظّم الدروز الباكر.

## الروابط المشتركة
وقد ترتبط مع:
1. العصب القحفي الثامن.
2. انضغاط العصب البصري.
3. إعاقة عقلية أو التخلف العقلي.
4. ارتفاق الأصابع.

## وصلات خارجية
- NINDS Overview
- Ebenezer، Roy (1960). "Craniostenosis or oxycephaly". Indian Journal of Ophthalmology. ج. 8 ع. 3: 77–80. ISSN:0301-4738. مؤرشف من الأصل في 2019-10-06.